# Аввад Тауфік Юсеф
Аввад Тауфік Юсеф (н. 1908, Бейрут) — ліванський письменник. Одним із перших в арабській літературі він звернувся до життя простих людей — створивши збірку оповідань «Кривий хлопчик» (1936) та «Вовняна кофта» (1937). В центрі роману «Коржик» (1938) зображено національно-визвольну боротьбу арабів проти турецького гніту. Автор п’єси «Турист і перекладач» (1964).